# Kuntasi
Kuntasi est un site archéologique (localement connu sous le nom de Bibi-no-Timbo) correspondant à un port appartenant à la Civilisation de l'Indus. Il est situé sur la rive droite de la rivière Phulki, à 5 km de la côte, à 3 km au sud-est du village de Kuntasi, et à 30 km de Morbi dans le District de Morbi dans l'état du Gujarat en Inde. Il a d'abord été remarqué par P. P. Pandya et plus tard exploré par Yunus M. Chitalwala. Les fouilles ont révélé deux périodes d'occupation. La période I correspond à la phase d'apogée harappéenne (2200-1900 av. J.-C.) et la période harappéenne tardive (1900-1700 av. J.-C.). Ce site comprenait une jetée et une manufacture artisanale.